# غيورغ يواخيم ريتيكوس
غيورغ يواخيم إيزورين (بالألمانية: Georg Joachim Isorin) الملقب بريتيكوس (Rheticus، أحيانًا Rhæticus) أي «مواطن من رائيتيا»، عالم فلك ورياضيات، ولد في فيلدكيرخ (فورارلبرغ، النمسا) يوم 16 فبراير 1514، وتوفي يوم 4 ديسمبر 1574 في كاسا في مملكة المجر (حاليًا كوشيتسه، سلوفاكيا). لقد دخل التاريخ لأنه طلب منه كوبرنيكوس أن ينشر عمله العظيم الكتاب في دورات الكواكب السماوية الذي يعرض بالتفصيل نظريته المتعلقة بمركزية الشمس. قدم ريتيكوس لأول مرة المبادئ الأساسية بنفسه في كتابه Narratio Prima الذي نشر عام 1540. يعتبر هذا «التقرير الأول» مقدمة ممتازة لأفكار كوبرنيكوس.
في الرياضيات، هو معروف أيضًا بعمله على الجداول المثلثية.

## تكريم
- 15949 ريتيكوس  [لغات أخرى]‏، سمي هذا الكويكب تكريما له.

## روابط خارجية
- غيورغ يواخيم ريتيكوس على موقع الموسوعة البريطانية (الإنجليزية)